# Hanskarl Englert

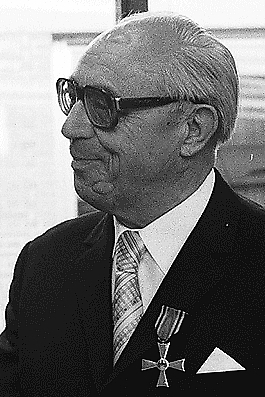
Hans Karl Englert (1982)

Hanskarl Englert (* 14. Dezember 1913 in Rastatt; † 22. Mai 1995 in Freiburg im Breisgau) war ein deutscher Tierarzt und Tierhygieniker.

## Leben
Hanskarl Englert wurde als Sohn des Studienrates in Buchen (Odenwald) Karl-Joseph Englert geboren. Zum Sommersemester 1932 begann er an der Universität München das Studium der Veterinärmedizin und wurde Mitglied des Corps Suevo-Salingia München. Zum Sommersemester 1934 setzte er sein Studium an der Tierärztlichen Hochschule Hannover fort und schloss sich dem Corps Normannia Hannover an. Zum Wintersemester 1934/35 wechselte er an die Universität Berlin. 1936 erhielt er in München die tierärztliche Approbation und wurde zum Dr. med. vet. promoviert. 1938 wurde er Assistent am Tierhygienischen Institut der Universität Freiburg. Nach Kriegsausbruch legte er 1941 in Freiburg noch das Beamten-Examen ab.
Am Zweiten Weltkrieg nahm er als Oberstabsveterinär der Reserve und Regimentsveterinär des Grenadier-Regiments 353 der 205. Infanterie-Division teil. Von Mai 1945 bis Ende November 1949 war er in sowjetischer Kriegsgefangenschaft.
Im Januar kehrte er zurück an das Tierhygienische Institut in Freiburg, wurde Oberassistent und Regierungsveterinärrat und, nachdem er zunächst in der Milch- und Tuberkuloseabteilung tätig gewesen war, Leiter der Pathologie und stellvertretender Institutsleiter. Wissenschaftlich arbeitete er über gesundheitliche Probleme bei der Schweinezucht und -haltung. Im Mai 1956 habilitierte er sich an der Hochschule für Bodenkultur und Veterinärmedizin Gießen zum Dr. med vet. habil. Zunächst Privatdozent wurde er 1962 zum außerplanmäßigen Professor für Pathologische Anatomie und Pathologische Histologie der Veterinärmedizinischen Fakultät der Universität Gießen ernannt. Im gleichen Jahr wurde er zum Regierungsdirektor befördert und zum Leiter des Tierhygienischen Instituts in Freiburg berufen. 1966 wurde er außerplanmäßiger Professor an der Universität Freiburg, an der er über Hygiene und Zoonosen las. 1978 wurde Englert pensioniert. Von 1963 bis zu seiner Pensionierung war Vertrauensmann für das Versuchstierwesen der Freiburger Universität.
Englert verfasste über 70 wissenschaftliche Publikationen auf dem Gebiet der Katzen-, Schweine- und Wildtierkrankheiten. Er war der Erstentwickler eines Impfstoffes gegen die Katzenseuche. Er war ehrenamtlich in der Kommission Reinhaltung der Luft tätig.

## Auszeichnungen
Zivil:
- Bundesverdienstkreuz, 1982[5]
- Nieberle-Plakette der Landestierärztekammer Baden-Württemberg

Militärisch:
- Eisernes Kreuz
- Kriegsverdienstkreuz I. und II. Klasse mit Schwertern
- Ostmedaille
- Ärmelband Kurland

## Schriften
- Über die Vererbung der Haarfarben beim Hund, 1938 (= Band 9 von Zeitschrift für Hundeforschung), Schöps, 1938
- Die Leukose des Schweines, 1955
- Die Bedeutung der Ernährungskrankheiten beim Schwein anhand eigener Untersuchungen, 1956
- Kaninchenkrankheiten und Kaninchenseuchen. In: Handlexikon der tierärztlichen Praxis. Diagnostik und Therapie, 1966, S. 427h-431 (Herausgeber: Kjeld Wamberg)
- Wildkrankheiten und Wildpretverwertung. In: Wild und Hund, 76. Jahrgang, 1973/1974, S. 271–272
- Was man so alles erlebt, bis man ein alter Jäger ist ... . Jagdliches vom Hochschwarzwald bis zur Oberrheinebene, 1985